# حارة الشيخ (ذمار)

تعديل مصدري - تعديل

حارة الشيخ هي إحدى حارات مدينة ذمار التابعة لمحافظة ذمار، بلغ تعداد سكانها 575 نسمة حسب تعداد اليمن لعام 2004.